# Ropný produkt

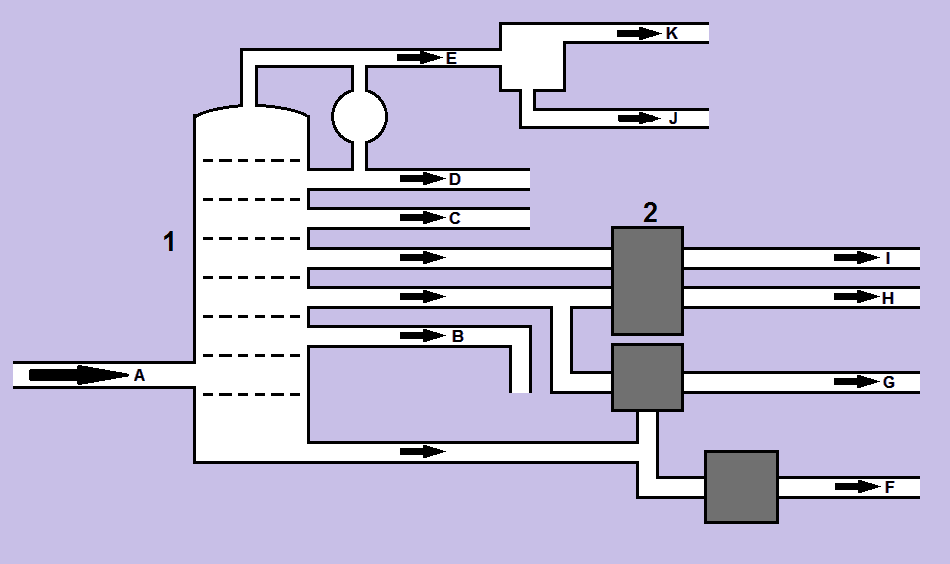
Schéma ropné destilační kolony

Ropný produkt je produkt zpracování surové nafty v rafinerii.

## Hlavní ropné produkty
Mezi hlavní produkty patří:
- benzín,
- motorová nafta,
- topný olej,
- LPG,
- petrolej,
- parafín,
- mazivo,
- mazut,
  - asfalt,
- dehet a
- petrochemikálie, které se dále používají hlavně na výrobu:
  - plastů,
  - barviv,
  - pesticidů,
  - hnojiv
  - a dalších